# المعامرة (بدبدة)

تعديل مصدري - تعديل

المعامرة هي إحدى قرى عزلة بني شاكر بمديرية بدبدة التابعة لمحافظة مأرب، بلغ تعداد سكانها 396 نسمة حسب تعداد اليمن لعام 2004.